# Brême
Pour les articles homonymes, voir Bremen et Brême (homonymie).
 (décembre 2024).
Si vous disposez d'ouvrages ou d'articles de référence ou si vous connaissez des sites web de qualité traitant du thème abordé ici, merci de compléter l'article en donnant les références utiles à sa vérifiabilité et en les liant à la section « Notes et références ».
Brême (en allemand : Bremen /ˈbʁeːmən/ ) – ou en forme longue Municipalité de Brême (Stadtgemeinde Bremen) – est une ville hanséatique de 563 000 habitants, située au Nord-Ouest de l'Allemagne, autrefois membre de la Ligue hanséatique. Brême constitue l'une des deux villes enclavées dans le Land de Basse-Saxe, avec celle de Bremerhaven. Elle est la capitale du Land de Brême (Freie Hansestadt Bremen) ou « cité hanséatique libre de Brême ». En 2005, on estimait la population de l'aire métropolitaine de Brême à 1 184 407 habitants.

## Géographie
C'est une ville portuaire située le long du fleuve Weser, à environ 60 kilomètres au sud de son estuaire en mer du Nord.

## Histoire

### Antiquité

#### Paléolithique et néolithique
Des enquêtes archéologiques récentes à Brême, notamment sur le site mésolithique de Lehe, ont révélé environ 5 000 artefacts en silex, 13 foyers et des ateliers de taille attestant une occupation humaine saisonnière datée d’environ 9 000 à 8 000 avant J.-C., soit au début du Mésolithique. Des témoignages plus anciens évoquent également la présence d’artefacts lithiques préhistoriques dans le nord-est de la Basse-Saxe, ce qui suggère une continuité des occupations humaines sur le plateau géologique (geest) de Brême durant le Paléolithique supérieur et final. Les données relatives au Néolithique sont plus lacunaires dans la région, ce qui reflète le déficit de recherche dans les basses terres de Basse-Saxe.

#### Germanie
Sur le plan historique, le territoire de Brême au Ier millénaire se trouve en région de peuplement germanique, dans une zone qui n’a jamais été romanisée. Il est notamment habité par les Chauques (Chauci), peuple germanique établi entre l’Ems et l’Elbe, dont la présence est attestée dès la fin du Ier siècle av. J.-C., depuis Tacite jusqu’à la période des campagnes de Germanicus,.
En 150 après J.-C., le géographe Claude Ptolémée mentionne la colonie de Fabiranum à l'endroit où Brême allait plus tard s'élever. Les sources mentionnent également que les Chauques étaient en contact militaire et politique avec Rome et qu’ils ont été absorbés progressivement dans le groupe plus large des Saxons dès le IIIᵉ siècle.

### Haut Moyen Âge

#### Période carolingienne
La région de Brême fut intégrée à l’Empire carolingien lors des guerres saxonnes menées par Charlemagne entre 772 et 804. Cette conquête visait à soumettre les tribus saxonnes païennes et à les convertir de force au christianisme, ce qui marqua le début d’une présence politique franque durable dans la région. Dès 782, le nom de Bremen est mentionné pour la première fois dans la Vita Willehadi. En 787, Charlemagne érigea Brême en évêché et nomma l’anglo-saxon Willehad comme premier évêque, bien que l’acte de fondation soit parfois considéré comme un faux postérieur. Après la mort de Willehad en 789, le siège resta vacant jusqu'à ce qu’il soit uni à l’archevêché de Hambourg en 848, donnant naissance à l’archevêché de Hambourg-Brême.
Dans la seconde moitié du IXᵉ siècle, Brême bénéficia d’une extension de ses privilèges commerciaux : l’archevêque Rimbert obtint en 888 de la part du roi Arnulf de Carinthie les droits de marché, de frappe monétaire et de péage pour la ville. 
En 859, des raids vikings conduits par le chef danois Rorik frappèrent la région. Plus tard, en 915, Brême fut attaquée et incendiée par des troupes hongroises (Magyars) après leur victoire sur une armée saxonne à Eresburg,. Ces attaques témoignent de la position exposée de la ville dans un nord de l’Empire encore vulnérable.

#### XIeetXIIesiècles
À partir du XIᵉ siècle, Brême consolide son rôle de centre religieux et intellectuel. Le chanoine Adam de Brême y rédige vers 1070 la Gesta Hammaburgensis ecclesiae pontificum, chronique majeure retraçant l’histoire de l’archevêché et décrivant les peuples du Nord, y compris les premières mentions géographiques du Vinland. Parallèlement, la cathédrale Saint-Pierre fait l’objet de campagnes de reconstruction en style roman.
La ville, encore sous contrôle de l’archevêque, développe aussi ses fonctions économiques : des privilèges commerciaux sont attestés dès 965 et étendus par la suite. Brême devient alors un relais dans les échanges avec la Scandinavie et les îles britanniques, bénéficiant de l’action missionnaire de son clergé, à la suite d'Anschaire de Brême, vers l’Islande et le Groenland.

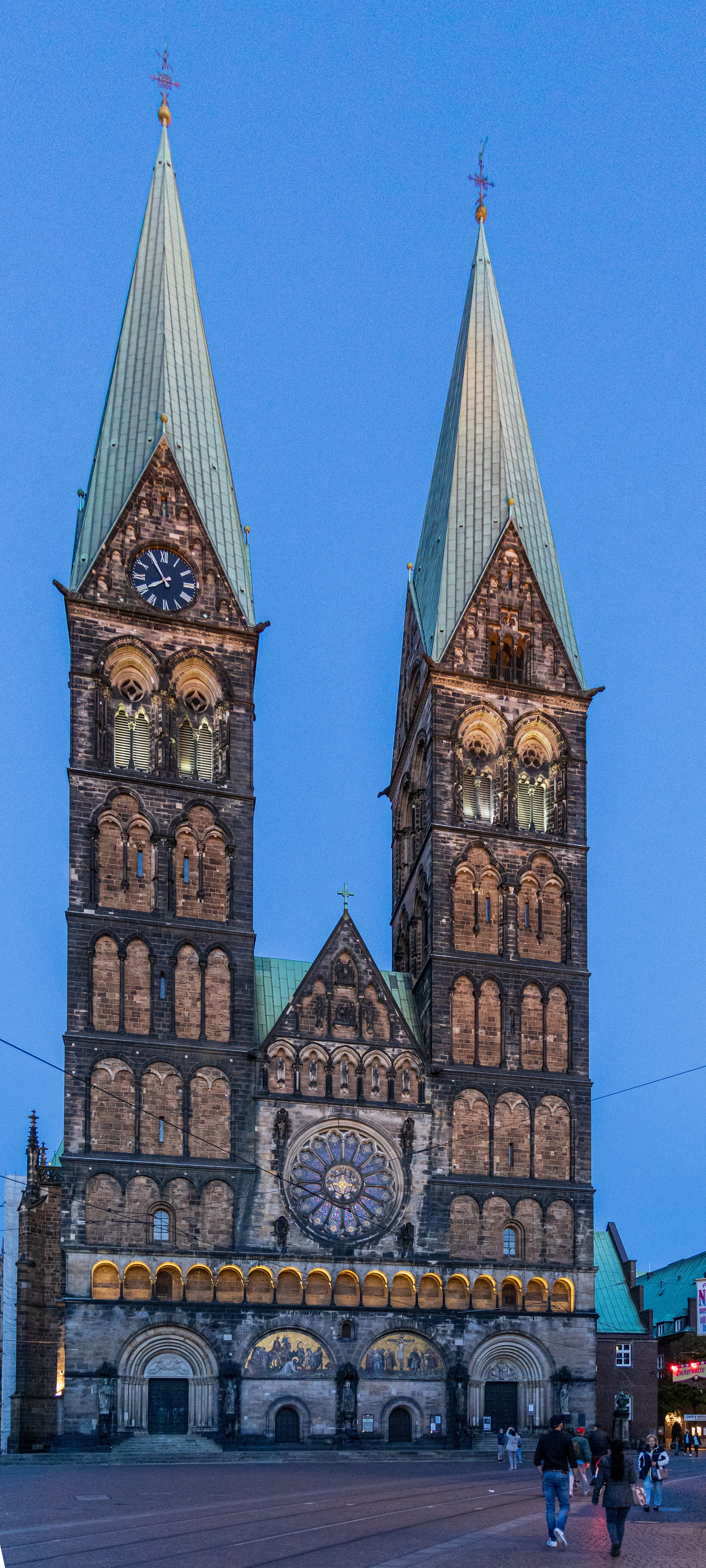
Cathédrale Saint-Pierre

Au XIIᵉ siècle, l’expansion urbaine s’accompagne d’une transformation du paysage environnant : sous l’impulsion des archevêques, de vastes zones marécageuses sont drainées grâce à la construction de digues le long de la Weser et de ses affluents. La colonisation agricole est également encouragée par l’installation de colons venus des Pays-Bas (de:Hollerkolonisation) dès 1106, notamment dans la basse Weser. 
Au XIIᵉ siècle, la puissance des évêques de Brême est concurrencée par celle d’Henri le Lion, duc de Saxe, qui cherche à étendre son autorité régionale en s’opposant à l’Église temporelle. Sa stratégie d’expansion territoriale l’amène à exercer un rôle de suzerain de facto sur la région du duché de Saxe, affaiblissant progressivement le contrôle épiscopal et favorisant l’essor d’un gouvernement civil dominé par les marchands et la bourgeoisie,.
Conséquence directe de cette évolution, Brême se transforme en ville marchande indépendante, développant dès le XIIIᵉ siècle une activité commerciale active sur la mer du Nord, avec des relations établies vers l’Angleterre et les Flandres, dans la lignée d’un commerce urbain déjà ancien.
En 1186, l’empereur Frédéric Barberousse accorde à Brême le privilège de Gelnhausen, confirmant ses droits municipaux, son autonomie judiciaire et fiscale, ainsi qu’une protection impériale contre toute emprise seigneuriale ou ecclésiastique. Ce privilège marque une étape décisive vers l’émancipation de la ville, prélude à son futur statut de ville libre.

#### Principauté archiépiscopale de Brême
Au Moyen Âge, il convient de distinguer la ville de Brême de la principauté archiépiscopale de Brême (Erzstift Bremen). La principauté, État ecclésiastique du Saint-Empire dirigé par l’archevêque en tant que prince-évêque, s’étendait du XIIᵉ siècle à 1648 sur un territoire situé majoritairement au nord de la ville. La ville elle-même, après s’être progressivement affranchie de la tutelle épiscopale au cours du XIIᵉ et du XIIIᵉ siècle, obtint un statut de ville libre d’Empire (Freie Reichsstadt), relevant directement de l’empereur et dotée d’un gouvernement municipal autonome. Cette situation créa un enclavement politique : la ville formait une entité indépendante, enclavée dans le territoire de l’archevêché, avec lequel elle entretenait des rapports souvent conflictuels.

### Période Hanséatique

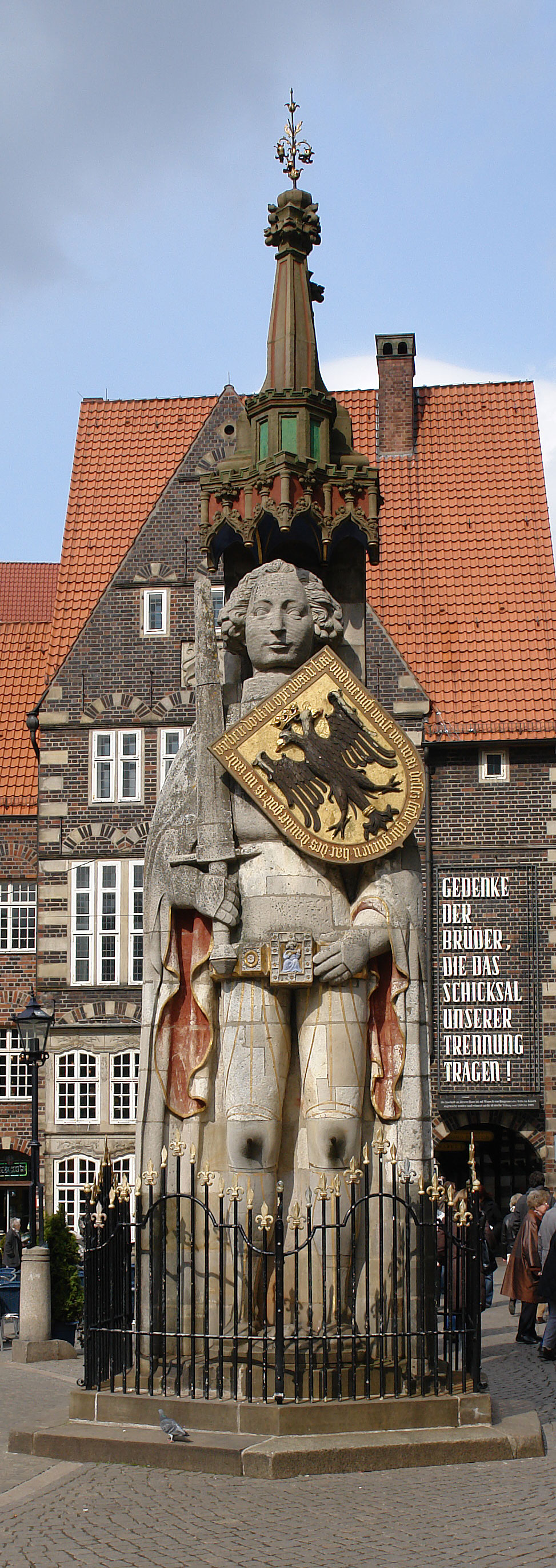
Roland de Brême, 1404, sur la place du marché

Brême devient membre de la Ligue hanséatique pour la première fois en 1260, profitant de réseaux de commerce florissants dans la mer du Nord et l’Europe du Nord. Toutefois, la ville entretient une relation complexe avec la Ligue : ses marchands nouent souvent des alliances politiques et économiques indépendantes, notamment avec les chefs frisons de la Weser, ce qui s’inscrit dans une posture ambivalente à l’égard du consensus hanséatique.
Affaiblie par la guerre de Hoya (1351–1359) et confrontée à un boycott de la Hanse contre la Flandre, Brême est exclue ou en situation de quasi-exclusion en 1358 . Ses représentants, Bernhard von Dettenhusen et Heinrich Doneldey, se rendent alors à Lübeck pour solliciter la réintégration : ils acceptent de soutenir les mesures hanséatiques (boycott, lutte anti‑piraterie), ce qui permet à la cité de retrouver pleinement son statut à partir de 1359 .
Durant cette période, Brême poursuit son affirmation architecturale et institutionnelle. Un Roland monumental en grès, réalisé en 1404, symbolise l’émancipation de Brême vis-à-vis du pouvoir épiscopal. En 1409, la construction du nouvel Hôtel de Ville gothique est achevée, soulignant le prestige urbain.

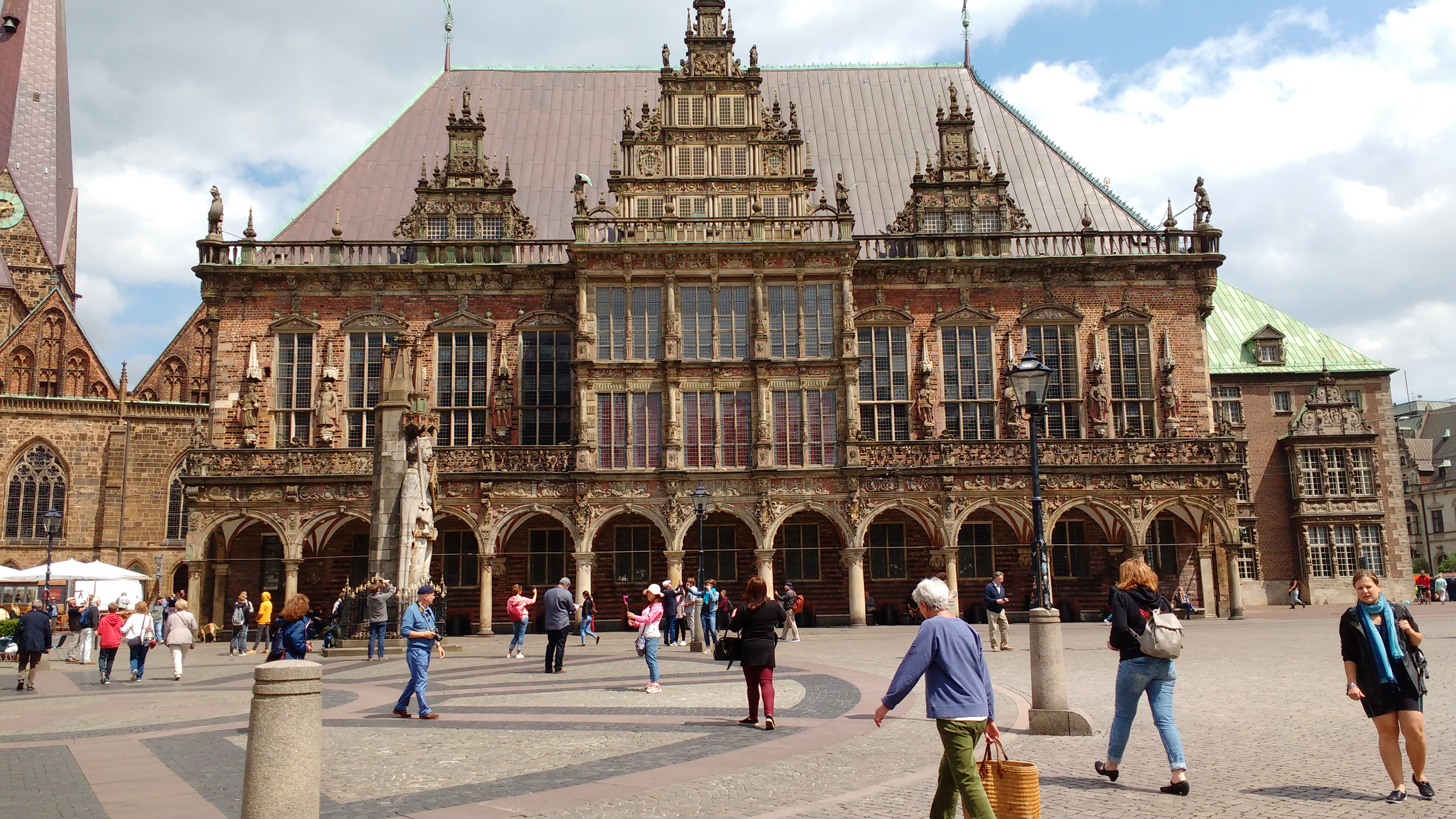
Hôtel de ville de Brême.

Malgré sa réintégration, Brême reste une cité difficile à intégrer pleinement : en 1425, des troubles internes conduisent à la dégradation symbolique des liens avec la Ligue (des documents hanséatiques brûlés sur la place du marché), entraînant son expulsion en 1427 . Ce conflit illustre les tensions entre les intérêts locaux et la cohésion du réseau hanséatique.
Brême traverse alors une période de troubles politiques majeurs. Des années de violences internes s’enchaînent, avec, selon la chronique municipale, un meurtre de bourgmestre suivi d’une mise au ban impérial qui perdure jusqu’en 1438, date à partir de laquelle la ville retrouve son statut d’ensemble.
La réaffirmation progressive de l’autorité municipale et sa réintégration dans la Hanse en 1441, s’accompagnent d’un renforcement des institutions : les statuts de 1451 organisent la corporation des marchands (Elterleute), marquant le début de la régulation économique structurée, tandis que les patriciens (marchands, propriétaires, plus tard les juristes) consolident leur influence au sein du conseil municipal.
Face aux menaces extérieures, notamment des seigneurs locaux, la ville renforce ses défenses et retarde en partie l’effondrement, ce qui lui permet de traverser les décennies difficiles précédant la Réforme. Dès le tournant du XVIᵉ siècle, les tensions religieuses montent, jetant les bases des bouleversements qui s’annoncent.

### Époque moderne

#### XVIesiècle
La première prédication réformée à Brême eut lieu dès novembre 1522, lorsqu’un moine augustin originaire des Pays‑Bas, Heinrich von Zütphen, s’exprima dans une chapelle de l’église Saint‑Anschaire. Cette initiative provoqua une vive réaction du chapitre cathédral, mais le conseil municipal soutint Zütphen et refusa de le livrer à l’archevêque, marquant une intervention politique notable dans les affaires religieuses.
À partir de 1524, des prédicateurs évangéliques sont officiellement appelés dans les paroisses, et en 1525, les messes catholiques sont interdites dans la ville. Les interdictions s’étendent aux paroisses rurales en 1527, puis aux couvents en 1528, entraînant la transformation du couvent Saint-Catherine en école latine et celui des Franciscains en hôpital.
En 1530, des tensions éclatent à Brême autour de l’appropriation par l’ordre Teutonique et certaines élites ecclésiastiques des terres communes de la Bürgerweide. Le conflit  connu sous le nom de la révolte des 104 hommes, dégénère en 1531 avec l’assassinat du commandeur Rolf von Bardewisch par des citoyens insurgés. En 1532, la pression populaire contraint le conseil municipal à reconnaître un comité de 104 représentants élus (26 par paroisse) chargé de participer aux décisions politiques. 
Cependant, l’élan s’essouffle rapidement et le conseil reprend le pouvoir en septembre 1532, annulant les décisions des « 104 » et adoptant en 1534 la Neue Eintracht (Nouvelle Concorde), qui réaffirme la primauté du conseil tout en prévoyant un droit de convocation d’assemblées citoyennes. Le chapitre cathédral suspend l’accès à la cathédrale (fermée pendant 15 ans), ce qui donne lieu à la mise en place, en 1534, d’une Kirchenordnung approuvée par Luther. Cette ordonnance est en grande partie reflétée dans la « Neue Eintracht » de 1534, réaffirmant l’ordre municipal tout en instituant un mécanisme formel (convents de citoyens) permettant à la communauté de participer aux décisions publiques.
Enfin, la transition confessionnelle se poursuit jusqu’à aboutir à une église majoritairement réformée dès 1581, instillée par le superintendant Christoph Pezel, gendre de Philippe Melanchthon. Une nouvelle Kirchenordnung (Consensus Bremensis) fut alors introduite, et vers 1600, le catéchisme de Heidelberg fut adopté par les paroisses urbaines.

#### XVIIesiècle

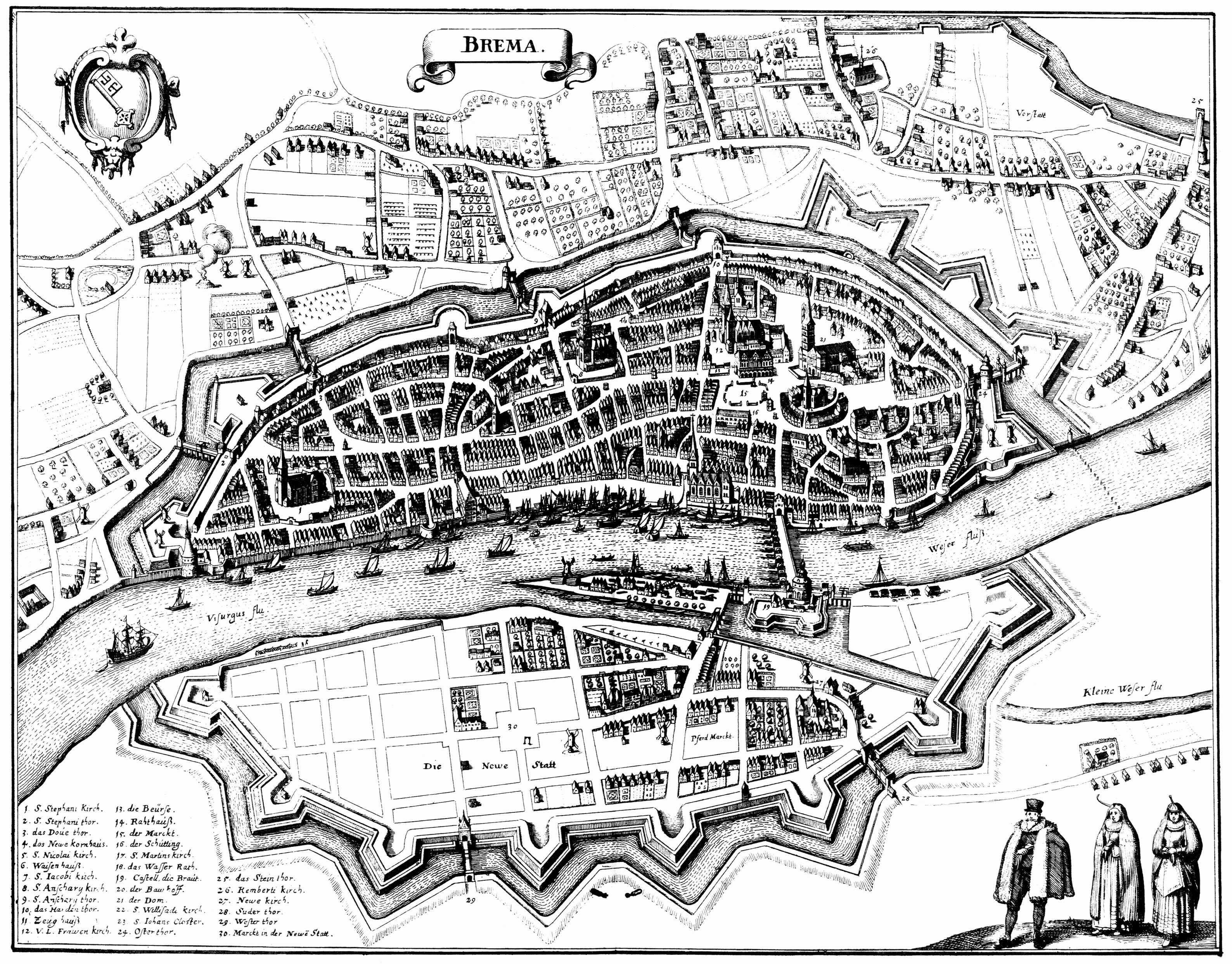
Brême en 1641

Au cours de l’époque moderne, Brême consolide son statut de ville libre impériale en défendant avec succès son autonomie lors de la guerre de Trente Ans (1618–1648), notamment face à l’occupation suédoise : malgré les pressions, elle conserve son statut impérial et refuse une médiatisation à la Suède.
Son activité portuaire et commerciale se poursuit à travers la Schlachte, le vieux port riverain actif depuis le XIIIᵉ siècle, qui emploie environ 300 personnes aux XVIIᵉ–XVIIIᵉ siècles. Toutefois, l’ensablement progressif de la Weser affaiblit sa fonction : à partir du XVIIIᵉ siècle, les navires en haute mer ne peuvent plus remonter jusqu’au cœur de la ville, se limitant à des barges de transport. En 1620, le premier port artificiel d'Allemagne est construit à Vegesack.
Le premier débit de café allemand est créé à Brême en 1673 par un Hollandais, Jan Dantz.
Sur le plan du commerce institutionnel, la construction de la Vielle Bourse (Alte Börse) débute en 1687, en style baroque, puis s’agrandit dans les années suivantes. Ces installations symbolisent l’évolution de Brême vers un centre financier structuré.

#### XVIIIesiècle

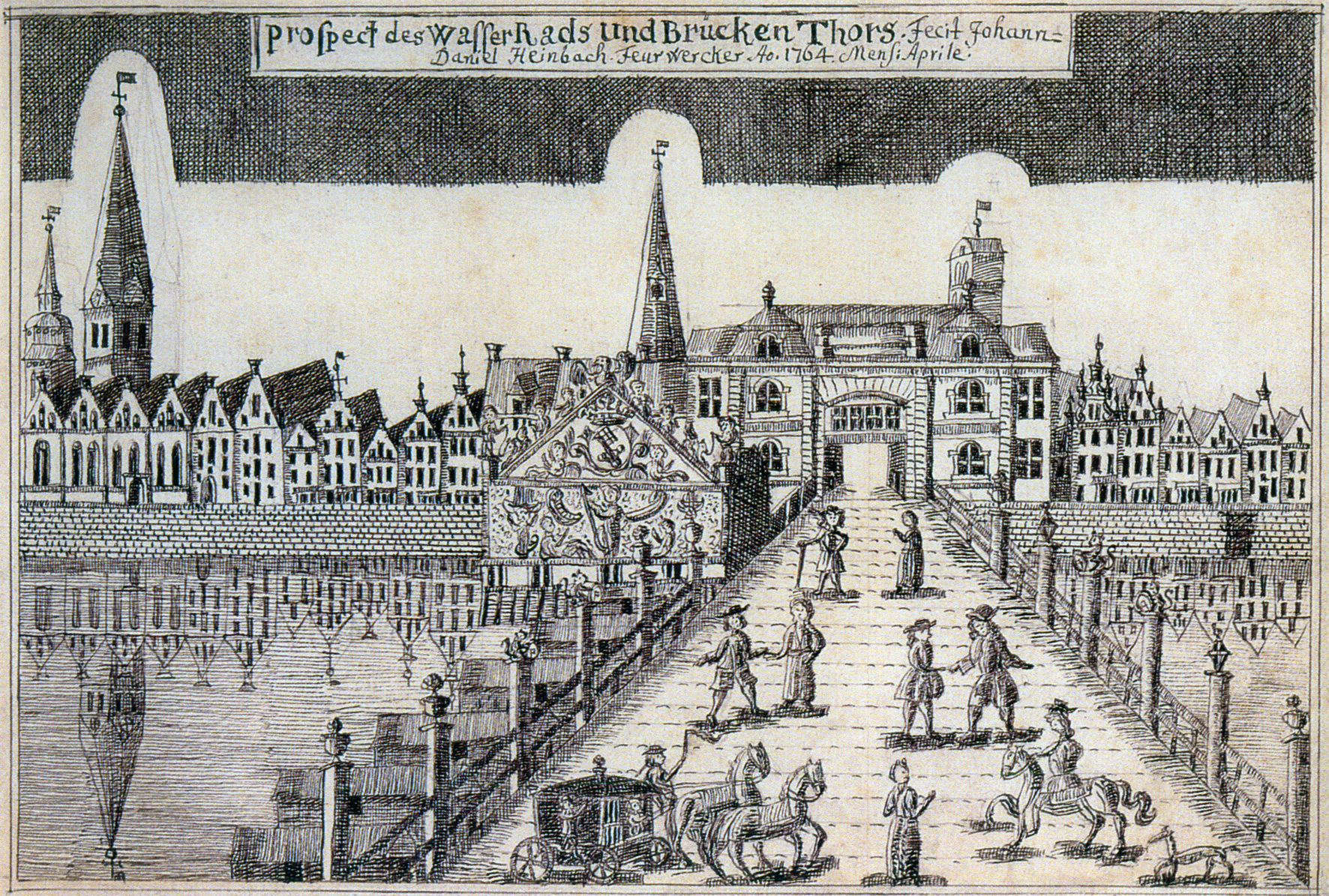
Le grand pont de la Weser avec roue à eau ; dessin à la plume de :de:Johann Daniel Heinbach, 1764

Pendant le XVIIIᵉ siècle, le port de la Schlachte demeure le cœur de la vie portuaire de Brême. Environ 300 personnes y travaillent, gérant le déchargement et le chargement des barges, malgré l’ensablement progressif de la Weser qui limite l’accès aux navires de haute mer. En conséquence, les marchandises sont transférées vers la cité via des barges fluviales à faible tirant d’eau, reflétant les contraintes naturelles imposées sur le commerce maritime.
L’ensablement rend progressivement obsolète la Schlachte comme port majeur de la ville. Ce déclin de la fonctionnalité portuaire se confirme au cours du XVIIIᵉ siècle, sans qu’aucune infrastructure portuaire de remplacement ne soit encore établie à cette époque.
Brême, ville libre impériale depuis le Saint-Empire, poursuit au XVIIIᵉ siècle une politique commerciale autonome, entretenant des relations consulaires directes, notamment avec la France. Bien que la Ligue hanséatique ait perdu de son influence et que Brême l’ait quittée depuis 1427, la tradition hanséatique continue d’influencer ses institutions et ses pratiques commerciales,. Ces liens diplomatiques attestent de la continuation d’un rôle commercial international, malgré les transformations structurelles du commerce nord-européen.

### XIXesiècle

#### Brême à l’époque napoléonienne (1806–1815)
À la suite de la dissolution du Saint-Empire romain en 1806, Brême conserve son statut de ville libre hanséatique souveraine, contrairement à de nombreux autres petits États allemands qui furent médiatisés. Deux ans plus tard, en 1811, elle est intégrée au premier Empire français comme capitale du département des Bouches‑du‑Weser, perdant ainsi son autonomie municipale.
La domination française impose des mesures pesantes : le Blocus Continental contre le commerce britannique, l’hébergement forcé de troupes étrangères, des contributions financières considérables et des modifications administratives profondes (introduction potentielle du Code civil). Une structure préfectorale française remplace les institutions municipales traditionnelles, et un Maire et un conseil municipal sont nommés sous l’égide du préfet.
À partir de 1813, face aux revers militaires de Napoléon, la France perd son contrôle : la ville est libérée, le gouvernement municipal est réinstitué dès novembre 1813, et les droits antérieurs (droit urbain, fiscalité, etc.) sont restaurés. 

#### Du Congrès de Vienne à la révolte de 1848
En 1815, Johann Smidt, représentant de Brême au Congrès de Vienne, obtient la reconnaissance de l'immédiateté impériale de la ville. Elle retrouve une souveraineté pleine et conserve son statut de membre de la nouvelle Confédération germanique.
Après le Congrès de Vienne (1815), la Restauration du statut de ville libre impériale permet à Brême de renforcer sa souveraineté au sein de la Confédération germanique. Cette stabilité politique encourage la relance du commerce outre-mer, mais se heurte à l’ensablement croissant de la Weser en amont, qui limite l’accès des navires de haute mer à la cité.
Pour pallier ce problème, en 1827, le maire Johann Smidt achète une bande de terre au royaume de Hanovre à l’embouchure de la Weser afin de fonder un port moderne capable d’accueillir des navires transatlantiques,. La construction du vieux port (Alter Hafen) est lancée entre 1827 et 1830 par l’ingénieur hydraulique hollandais Johannes Jacobus van Ronzelen, avec un bassin de 750 m de long, 57,5 m de large et 5,25 m de profondeur, accompagné d’une écluse aménagée en amont.
Dès 1827–1830, le port facilite non seulement le commerce de marchandises, mais aussi le transport de personnes vers l’Amérique. Il devient rapidement un point de départ privilégié pour l’émigration massive vers les États-Unis et d’autres régions du monde, anticipant l’importance future de Bremerhaven comme port d’émigration et de commerce international.

#### De la révolution de 1848 à l'entrée dans la Confédération Germanique (1867)

##### Révolution de 1848 à Brême
En janvier 1848, la formation du Bremer Bürgerverein, première association politique officielle populaire dans la ville, réunit artisans, enseignants et imprimeurs, pour revendiquer une réforme constitutionnelle. Le 5 mars, une pétition signée par plus de 2 100 citoyens fait appel au Senat pour obtenir le suffrage universel, la liberté de presse, l’égalité devant la loi, et la mise en place d’un parlement citoyen.

##### Adoption de la constitution de 1849
Répondant à ce mouvement, la ville tient une assemblée constituante élue dès 1848. La nouvelle Constitution de l’État de Brême entre en vigueur le 21 mars 1849, introduisant un système bicaméral : un Sénat à vie (défini comme un « élément de stabilité ») et une Assemblée citoyenne (Bürgerschaft) élue.

##### Réaction conservatrice et nouvelle constitution de 1854
Le Sénat dissout unilatéralement en mars 1852 la Bürgerschaft nouvellement élue, arguant des pressions venant de la Confédération germanique. Puis, en 1854, une nouvelle constitution est adoptée—plus conservatrice, mais s’inspirant largement de celle de 1849 .
En 1849, la réforme judiciaire sépare les magistrats administratifs des juges, crée des jurys populaires et abolit les structures judiciaires anciennes. Sous la nouvelle constitution de 1854, certains acquis de la révolution sont annulés : les jurys populaires sont supprimés, et une juridiction spécialisée règle les différends entre justice et administration.

#### Brême dans l’Empire allemand

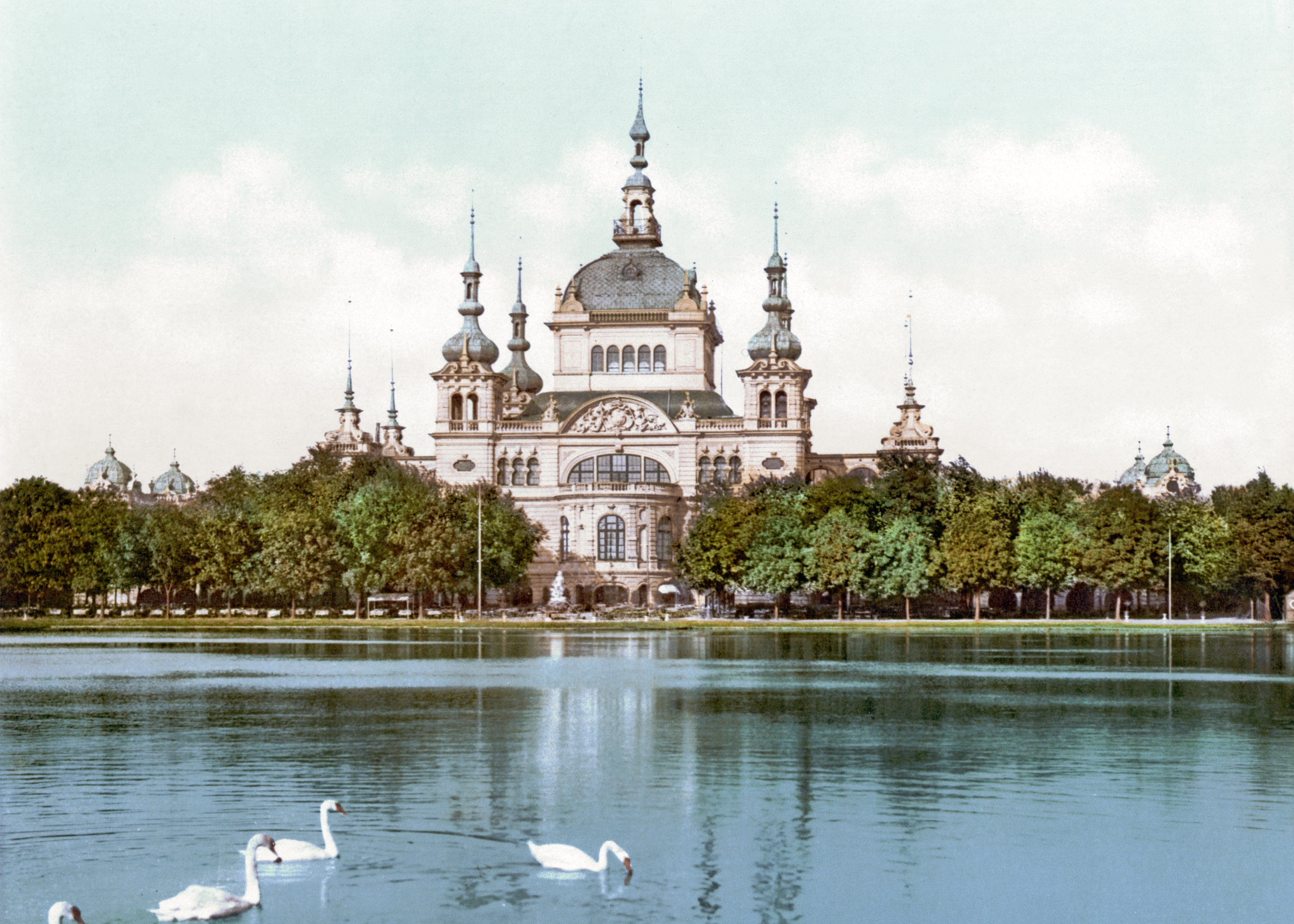
Parkgebäude en 1900

En 1867, à la suite de la guerre austro-prussienne, Brême devient membre de la Confédération de l’Allemagne du Nord, ce qui marque une étape importante vers l’unification allemande,. Quatre ans plus tard, en 1871, elle est intégrée à l’Empire allemand, tout en conservant son statut de ville libre, en tant qu’État fédéré.
Au plan institutionnel, Brême préserve son organisation républicaine : un Sénat se compose de membres à vie, élus parmi les notables, et une Bürgerschaft (assemblée citoyenne) est élue pour six ans. Elle reçoit en 1869 une extension territoriale de la part de la Prusse, renforçant ainsi son contrôle sur Bremerhaven et d’autres installations portuaires à l’embouchure de la Weser.
Le dédouanement se fait plus tard : Brême rejoint finalement l’union douanière allemande (Zollverein) en 1888, tout en préservant un certain degré d’autonomie institutionnelle. Par ailleurs, la ville s’industrialise progressivement, avec des sociétés innovantes telles que AG Weser fondée en 1872, acteur industriel clef dans les constructions navales.
Politiquement, Brême se distingue par une majorité de gauche et libérale dans ses élections au Reichstag. Aux dernières élections impériales de 1913, les sociaux-démocrates (SPD) obtiennent 53,4 % des voix, et les libéraux de gauche en ajoutent 41,4 %, tandis que les conservateurs n’atteignent que 5,1 %.
Le 6 mars 1901, une tentative d'assassinat a lieu à Brême contre l'empereur Guillaume II.

#### Brême et la révolution industrielle
Économiquement, la ville connaît une croissance remarquable, notamment dans le domaine maritime. Brême profite pleinement de la révolution industrielle et de l’essor du commerce transatlantique au XIXᵉ siècle.
Le port continue de jouer un rôle essentiel pour l’émigration, à la fois pour les passagers se dirigeant vers l’Amérique et pour le commerce colonial allemand . Grâce à l’essor de ses infrastructures logistiques, Brême devient un entrepôt portuaire stratégique à l’échelle mondiale. Le port de Bremerhaven, en activité dès les années 1830, permet l’arrivée de migrants européens en nombre croissant, faisant de Brême l’un des principaux points de départ pour l’émigration transatlantique vers les États-Unis et d'autres destinations outre-mer.
En 1872, la fondation de la Bourse du coton de Brême formalise l’importance de la ville dans le négoce mondial du coton. Rapidement, Brême se distingue comme un centre d’échange de référence : dès 1894, plus d’un million de balles de coton y sont débarquées, un volume qui culmine à 2,8 millions en 1912. L’institution établit également un cadre contractuel standardisé, utilisé dans le commerce international du coton.
La compagnie Norddeutscher Lloyd, créée en 1857 à Brême, transforme la ville en un hub majeur pour le transport maritime. Elle assure des liaisons régulières entre Bremerhaven et les ports américains (New York, Baltimore, etc.), ainsi que vers l’Asie, ce qui renforce la position de la ville dans les réseaux commerciaux mondiaux.
La population, d'environ 35 000 habitants en 1812, dépasse les 100 000 en 1875 et atteint 250 000 habitants en 1911.

### XXesiècle

#### 1914–1945

##### Première Guerre mondiale et ses conséquences

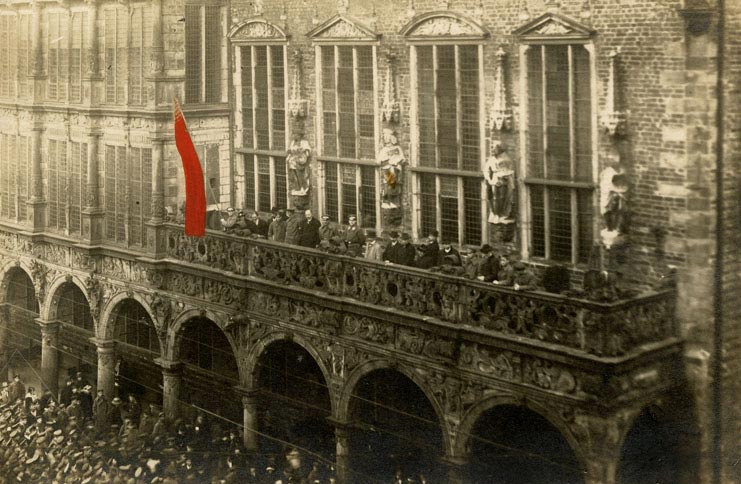
Verkündung der Annonce de la prise du pouvoir par le Conseil des ouvriers et des soldats le 15 novembre 1918

La Première Guerre mondiale provoque un effondrement du trafic maritime de Brême : le nombre de navires accueillis dans ses ports chute de plus de 6 000 à moins de 900 durant l’année 1915. Les principales entreprises locales, comme AG Weser et Atlas Werke, réorientent alors leur production vers le matériel de guerre, tandis que la loi sur le service auxiliaire de 1916 mobilise massivement les travailleurs dans l'effort national.
En novembre 1918, Brême voit l’instauration d’un conseil ouvrier et soldat qui prend le contrôle de la ville. Le 10 janvier 1919, la « République des conseils de Brême » est proclamée, mais elle est écrasée par la Reichswehr et les corps francs dès le 4 février suivant.

##### Montée du nazisme
Durant la République de Weimar, le parti nazi demeure marginal : il ne recueille que 1,1 % des voix aux élections régionales de 1928. Cependant, la nomination du Gauleiter Carl Röver, la création de trois districts nazis urbains et les visites d’Hitler (1930–1931) signalent une montée rapide. Aux élections de novembre 1930, le NSDAP obtient 25,4 % des voix et 32 sièges dans la Bürgerschaft de la ville.

##### Seconde Guerre mondiale: destruction et répression
Entre 1940 et 1945, Brême subit 173 raids aériens alliés. Le plus meurtrier, durant la nuit du 18 au 19 août 1944, voit 274 avions larguer 1 120 tonnes de bombes en seulement 34 minutes, détruisant 8 248 logements, causant plus de 1 000 morts et laissant 50 000 personnes sans abri. Au total, plus de 4 000 civils périssent et environ 62 % du parc résidentiel est perdu.

##### Répression et travail forcé
Le régime nazi établit à Brême un camp de travail satellite à Schützenhof, où des prisonniers juifs, résistants et soviétiques sont exploités dans les chantiers navals jusqu’en avril 1945. 
En 1941, 444 femmes, hommes et enfants de confession juive sont déportés de la ville de Brême à Minsk. L'immense majorité d'entre eux furent assassinés. 
Beaucoup de prisonniers périssent durant les transferts ou dans les camps de retraite. Par ailleurs, le bunker “Valentin” est construit entre 1943 et 1945 comme abri pour U‑boats à Rekum ; des milliers de travailleurs forcés y trouvent la mort, victimes de conditions inhumaines.

#### 1945–1990

##### Occupation britannique puis américaine
Le 19 avril 1945, Brême est occupée par le 30e corps de la IIe Armée britannique. Les forces britanniques ne tardent pas à l'évacuer à la suite du protocole du 14 novembre 1944, au profit des Américains qui souhaitent disposer d'un port sur la mer du Nord et la placent donc dans leur zone d'occupation. Cette situation permet d'éviter l'absorption de Brême au sein du Land de Basse-Saxe qui se trouve alors en zone d'occupation britannique, et débouche en 1947 sur l'indépendance de la ville en tant que land autonome au sein de l'Allemagne de l'Ouest ; le port de Bremerhaven lui est également attribué, en dépit de l'absence de continuité territoriale.

##### Reconstruction et reprise économique
Dès mai 1945, les ports de Brême sont déminés, avec un premier navire de commerce déchargé dès septembre. Les habitants, appuyés par les forces américaines, mettent en œuvre un vaste chantier de déblaiement : destruction des ruines, comblement de cratères et réhabilitation des infrastructures portuaires (entrepôts, grues, voies ferrées). Dès juillet 1946, les liaisons maritimes vers les États-Unis sont rétablies, et en 1947 les recettes portuaires représentent déjà 50 % du niveau de 1938 — une performance remarquable dans un contexte de destruction généralisée.

##### Institution constitutionnelle
La Constitution (Landesverfassung) de Brême est adoptée par le parlement régional (Bürgerschaft) le 15 septembre 1947, puis approuvée par référendum le 12 octobre 1947, et promulguée officiellement le 21 octobre 1947 . Ce document, plus progressiste sur les plans de l’éducation et de la laïcité que les autres constitutions allemandes d’après-guerre, garantit notamment le droit à l’éducation pour tous.

##### Essor économique et démographique
Les décennies qui suivent voient la reconstruction industrielle et l’expansion urbaine, alimentées par des groupes industriels comme Borgward (automobile) ou Radio Nordmende, témoins de l’« Wirtschaftswunder » des années 1950 . La population passe d’environ 370 000 en 1945 à 607 000 en 1969, en lien avec l’arrivée de réfugiés et la croissance démographique. Entre 1955 et 1975, jusqu’à 170 000 logements sont construits dans des quartiers comme Vahr, Huchting et Gröpelingen.

##### Infrastructures urbaines et portuaires
La Böttcherstraße est restaurée dans les années 1950 grâce au mécène Ludwig Roselius. En 1959, les travaux du Neustädter Hafen démarrent, et dès 1966 des opérations de transport de conteneurs sont mises en place. Par ailleurs, l'évolution portuaire allemand à cette période est marquée par la fin de l'utilisation de la Schlachte, remplacée par des infrastructures modernes.

#### Depuis 1990

##### Revitalisation urbaine et patrimoniale
La rive de la Schlachte a fait l’objet d’une profonde transformation urbaine entre 1993 et 2000 : dans le cadre du projet Stadt am Fluss associé à l’Expo 2000, la promenade fluviale a été repensée pour devenir une zone piétonne agrémentée de restaurants et d’espaces publics le long de la Weser. Ces aménagements ont renforcé l’attractivité touristique de la vieille ville et stimulé l'investissement privé dans la restauration et l’animation du quai.
Sur la péninsule du Teerhof, le Musée Weserburg — Fondé comme le Neues Museum Weserburg en 1991, il constitue le premier musée de collectionneurs en Europe. Il occupe des entrepôts historiques transformés, offrant environ 6 000 m² d’espace d’exposition pour l’art contemporain sous forme de prêts privés.

##### Développement économique et industriel
La croissance du trafic maritime se poursuit : en 1992, le tonnage total manutentionné dans les ports de Brême et Bremerhaven dépasse 29 millions de tonnes, contre 9,7 millions tôt dans les années 1950 — une évolution qui témoigne de la montée en puissance des infrastructures portuaires.
Brême demeure aujourd’hui l’un des six principaux pôles industriels en Allemagne, avec des secteurs dominants comme l’aéronautique, l’automobile, la logistique, l’agroalimentaire et la construction navale.

##### Société et innovations urbaines
Dès 1990, Brême adopte un programme pionnier de car-sharing (auto-partage), encourageant la mobilité partagée et la réduction de l’usage de voitures individuelles.
Sur le plan des politiques migratoires, la ville est reconnue pour sa gestion inclusive des demandeurs d’asile et des immigrants : en comparaison nationale, elle enregistre un des taux les plus faibles de reconduites aux frontières, préférant l’octroi de permis à mesures coercitives.

## Architecture
- Hôtel de ville de Brême
- Gratte-ciel Aalto
- Cathédrale Saint-Pierre de Brême
- Böttcherstraße
- Schütting (de)
- Statue de Roland

## Économie

Subdivisions de Brême dans les années 2000.

Brême, l'une des principales villes de la Hanse, est depuis le milieu du Moyen Âge un port important, situé sur la Weser où transitaient des marchandises variées entre l'Angleterre, les Flandres, le Danemark et la Russie. Le blé, l'orge, le vin, l'huile et les fourrures étaient les marchandises les plus fréquentes. C'est aujourd'hui le deuxième port allemand en tonnage après Hambourg, mais aussi une ville industrielle avec la construction navale (Lürssen, Abeking & Rasmussen), l'automobile (Mercedes-Benz), l'aéronautique avec Airbus Group, la sidérurgie avec ArcelorMittal, l'agroalimentaire (siège social allemand de Kellogg's, Kraft Foods), et la brasserie industrielle avec une marque de bière blonde pils diffusée dans le monde entier : Beck's. Enfin, Brême est relié nationalement et internationalement grâce à sa gare centrale (Hauptbahnhof) et son aéroport.

## Démographie
| 1810   | 1830   | 1850   | 1880    | 1900    | 1925    | 1998    | 2006    | 2011    |
| ------ | ------ | ------ | ------- | ------- | ------- | ------- | ------- | ------- |
| 35 800 | 43 700 | 55 100 | 111 900 | 161 200 | 295 000 | 550 000 | 546 900 | 544 043 |

| 2016    | 2019    | 2022    | - | - | - | - | - | - |
| ------- | ------- | ------- | - | - | - | - | - | - |
| 565 719 | 568 352 | 569 396 | - | - | - | - | - | - |

## Monuments et lieux touristiques
Les principaux monuments de Brême se situent dans l'Altstadt (Vieille ville), une zone ovale entourée par la rivière Weser, au sud-ouest, et par le Wallgraben, la ruine des anciens murs médiévaux de la ville, au nord-est. La partie la plus ancienne de l'Altstadt est sa moitié sud-est, commençant au Marktplatz et finissant au district de Schnoor.
- La place du marché (Marktplatz) est dominée par la façade de l'hôtel de ville (« Rathaus »), érigé de 1405 à 1410 en style gothique et agrémenté au XVIIe siècle par une façade dans le style Renaissance de la Weser. Il accueille de nos jours un restaurant.

- Au-devant et sur le côté de l'hôtel de ville se tiennent deux statues : la statue de Roland datant de 1404, représentant Roland protecteur de la ville portant Durandal, l'épée de justice, et un bouclier orné d'une aigle impériale en symbole de l'émancipation des Brêmois face à l'évêque et la statue des Animaux musiciens de Brême réalisée par Gerhard Marcks et érigée en 1951, qui représente l'âne, le chien, le chat et le coq les uns sur les autres, en hommage au conte éponyme des frères Grimm.
- L'ensemble architectural de l'hôtel de ville et du Roland a été classé, en 2004, dans la liste du patrimoine mondial établie par l'UNESCO.
- L'impressionnante cathédrale Saint-Pierre du XIIIe siècle, à l'est de la place du marché, comprend des sculptures représentant Moïse, David, saint Pierre, saint Paul, et Charlemagne.

- Le quartier du Schnoor est un petit quartier constitué de sinueuses ruelles et d'anciennes maisons de pêcheurs remontant jusqu'aux XVe et XVIe siècles
- L'église Notre-Dame (Liebfrauenkirche) datant du XIe siècle est la plus ancienne église de la ville. Sa crypte comprend d'importantes peintures murales du XIVe siècle. Le peintre français Alfred Manessier a créé ensemble important de vitraux qui furent installés dans l'église de 1966 à 1979.

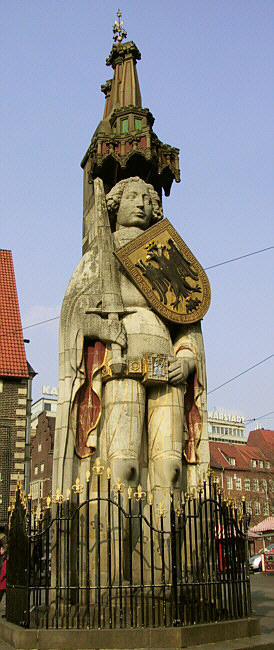
Statue de Roland.
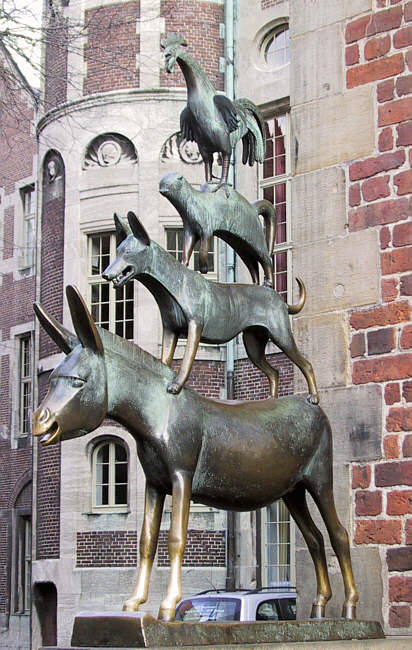
Statue des Animaux musiciens de Brême.
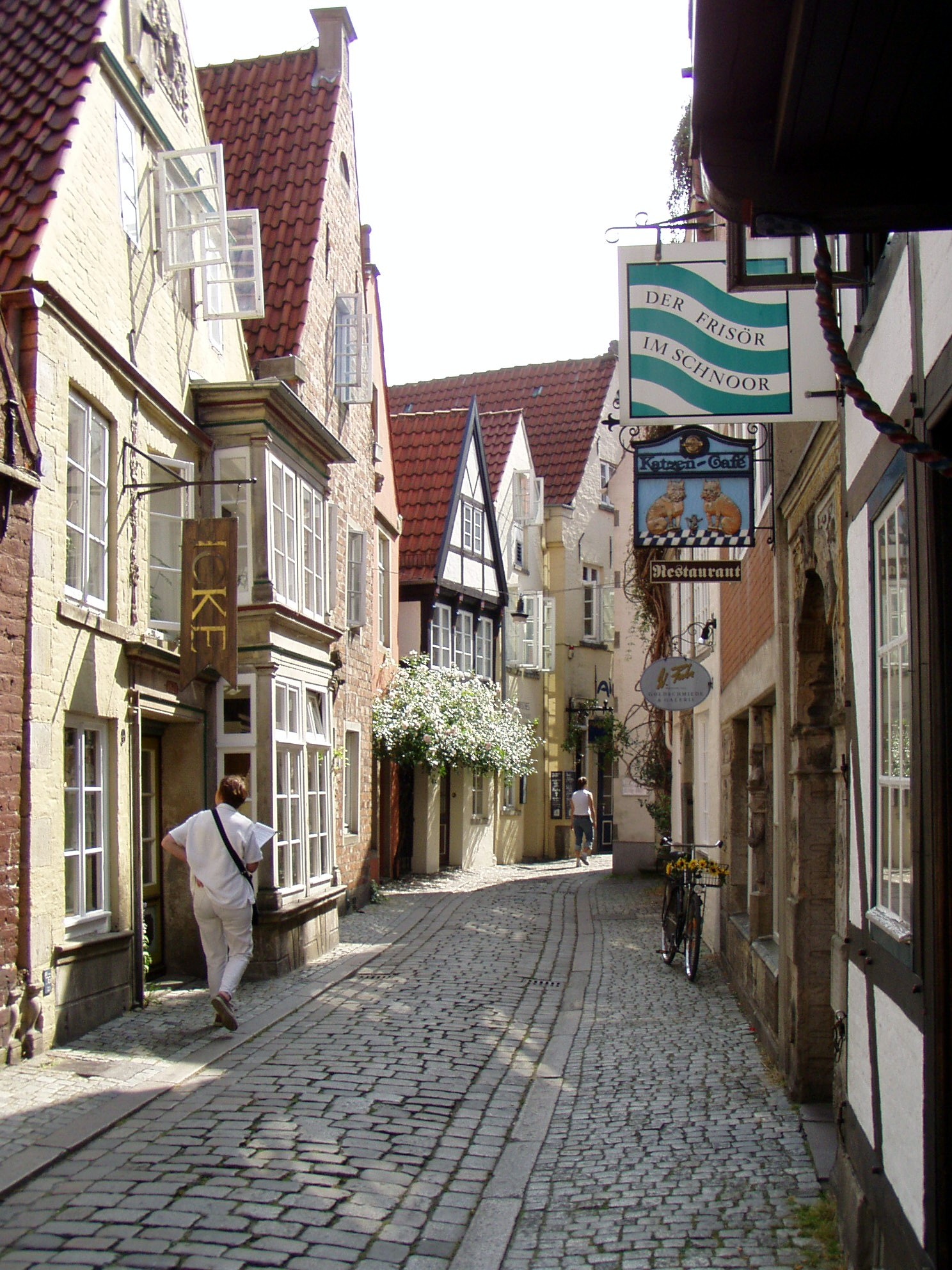
Quartier du Schnoor.
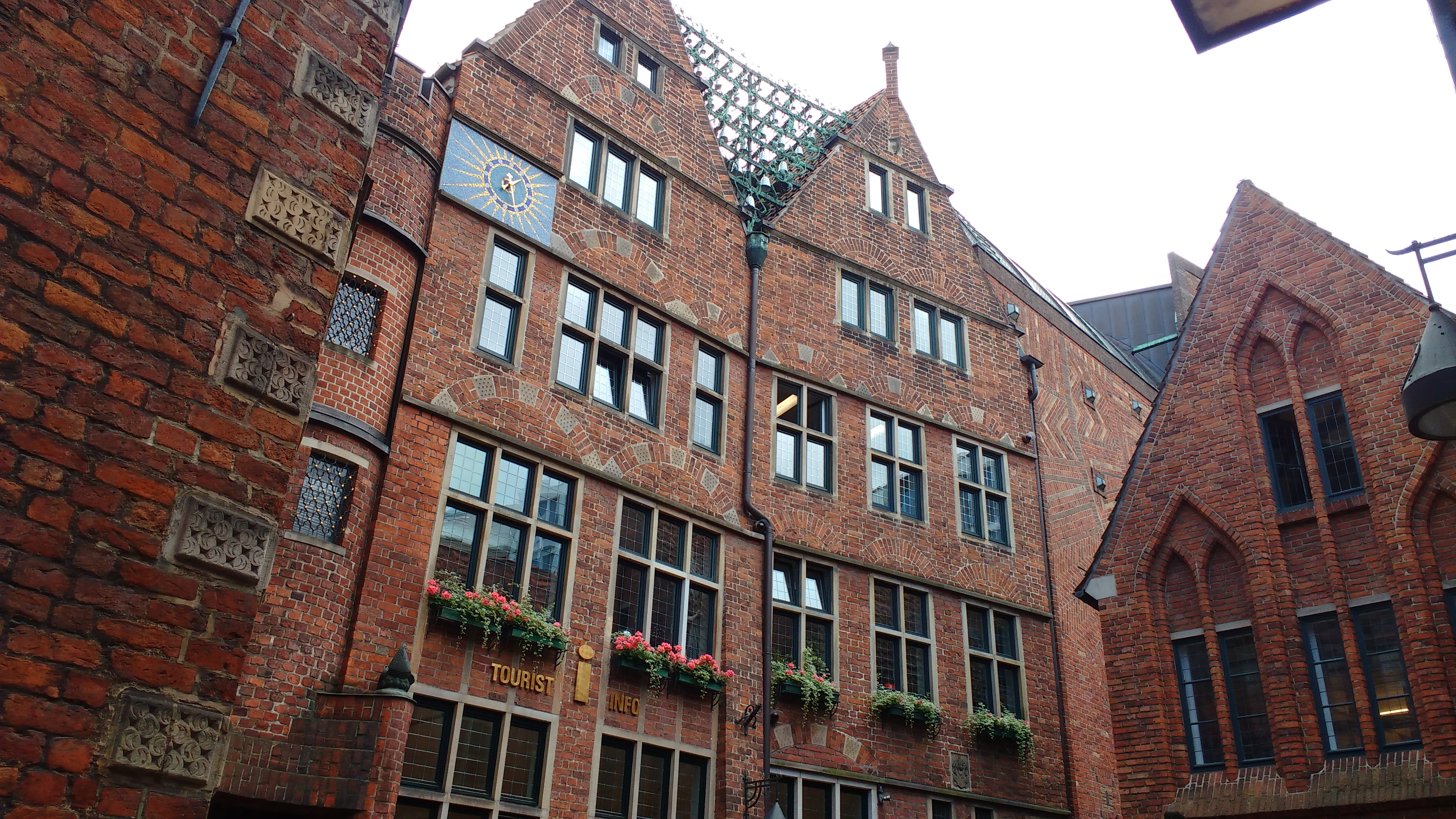
Immeubles sur la Böttcherstrasse, une petite rue du centre.
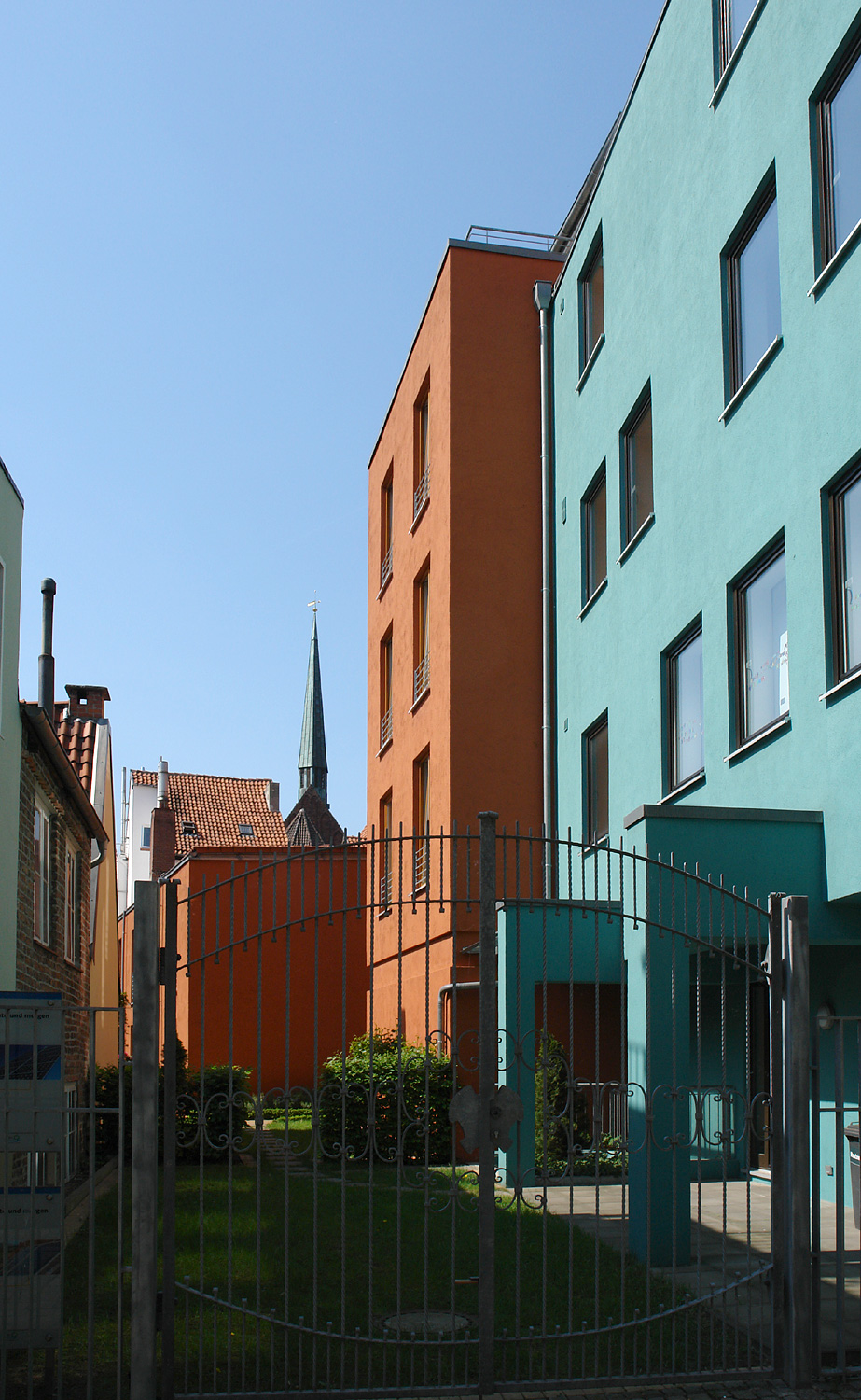
Le Birgittenkloster (couvent Sainte Brigitte).

## Politique
L'assemblée municipale (Stadtbürgerschaft) est constituée de 68 des 83 conseillers du Parlement de Brême (Bremische Bürgerschaft), qui siège à Brême (Bremerhaven possède sa propre assemblée municipale). Le conseil est élu par les citoyens de Brême tous les quatre ans.
Le Parlement du Land est également l'assemblée municipale de la ville et les sénateurs remplissent à la fois les fonctions de ministres du Land et d'adjoints au maire.
Un des deux maires des villes constituant le Land est élu président du Sénat de Brême qui remplit les fonctions de chef de l'exécutif du Land.
Depuis 2019, le bourgmestre et président du Sénat de Brême est Andreas Bovenschulte, membre du Parti social-démocrate (SPD).

## Recherche
Brême et Bremerhaven constituent avec la ville de Kiel (Schleswig-Holstein) le plus grand pôle de recherche allemand dans les domaines de la recherche marine et polaire. C'est également l’un des plus significatifs au niveau européen[réf. nécessaire]. Brême accueille  aussi le Groupement industriel pour le traitement thermique et les matériaux (AWT : Arbeitsgemeinschaft Wärmebehandlung und Werkstofftechnik, plus de 275 entreprises). Du côté de la recherche sur les technologies spatiales, l’Université de Brême abrite notamment le Zentrum für angewandte Raumfahrttechnologie und Mikrogravitation (ZARM), le centre pour la technologie spatiale appliquée et la micro-gravitation doté d’une tour pour chute en apesanteur, dite tour d'impesanteur.
Par ailleurs, l’usine « Airbus Defence and Space » de Brême est le principal centre spatial d’Airbus. On y produit des pièces de haute technologie pour la fabrication de fusées et l’élaboration de modules pour stations spatiales.

## Transports
La ville possède un réseau de tramways qui compte 11 lignes gérées par la BSAG  et de nombreux bus de ville et régionaux, gérés par le VBN. La ville possède également un réseau complet de pistes cyclables.

## Enseignement supérieur
Brême est une cité universitaire. On y trouve une université d'État (université de Brême), une université privée (Université Constructor), une haute école d'art (Hochschule für Künste Bremen) et de sciences appliquées (Hochschule Bremen), ainsi que de nombreux instituts comme l'Institut international d'économie maritime de logistique, l´Institut Alfred-Wegener pour la recherche polaire et marine, l'Institut Max-Planck de microbiologie marine. En tout Brême/Bremerhaven compte environ 25 000 étudiants.

## Sport

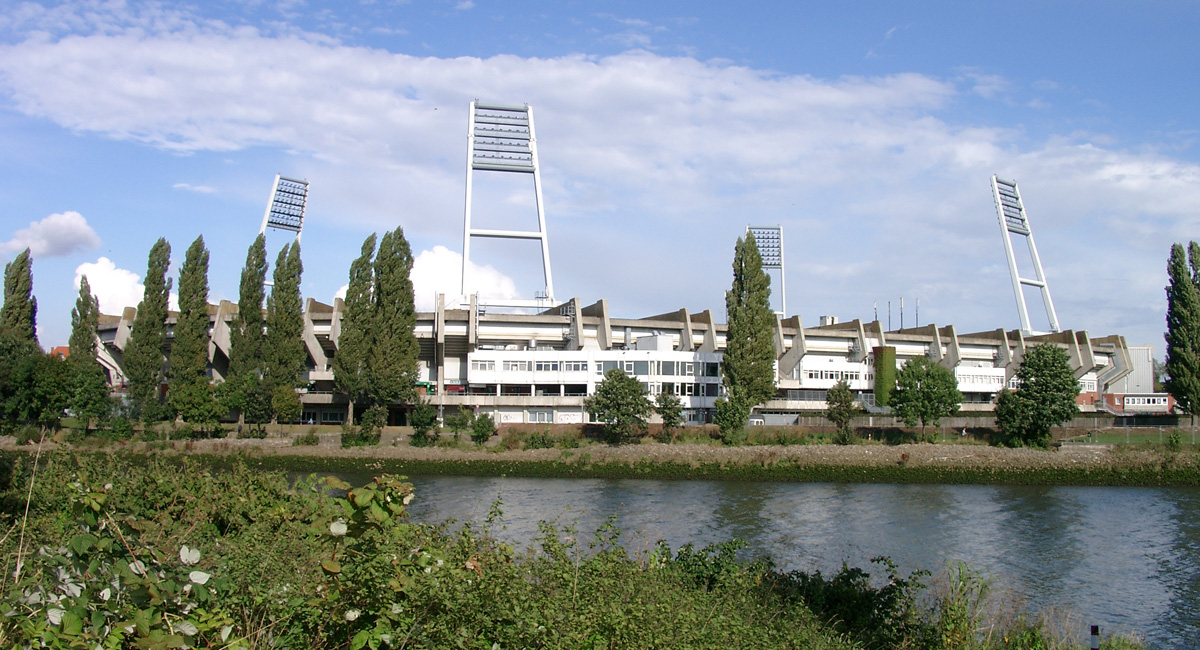
Weserstadion, stade du Werder Brême.

| Club         | Sport    | Fondé en | Ligue      | Stade        | Entraîneur |
| ------------ | -------- | -------- | ---------- | ------------ | ---------- |
| Werder Brême | Football | 1899     | Bundesliga | Weserstadion | Ole Werner |

## Spécialités culinaires
Les Brêmois aiment particulièrement un plat appelé Kohl und Pinkel. Il s'agit d'un plat constitué de la Pinkelwurst, une saucisse fumée et fourrée à la farine de gruau, que l'on accompagne de toutes sortes de choux.

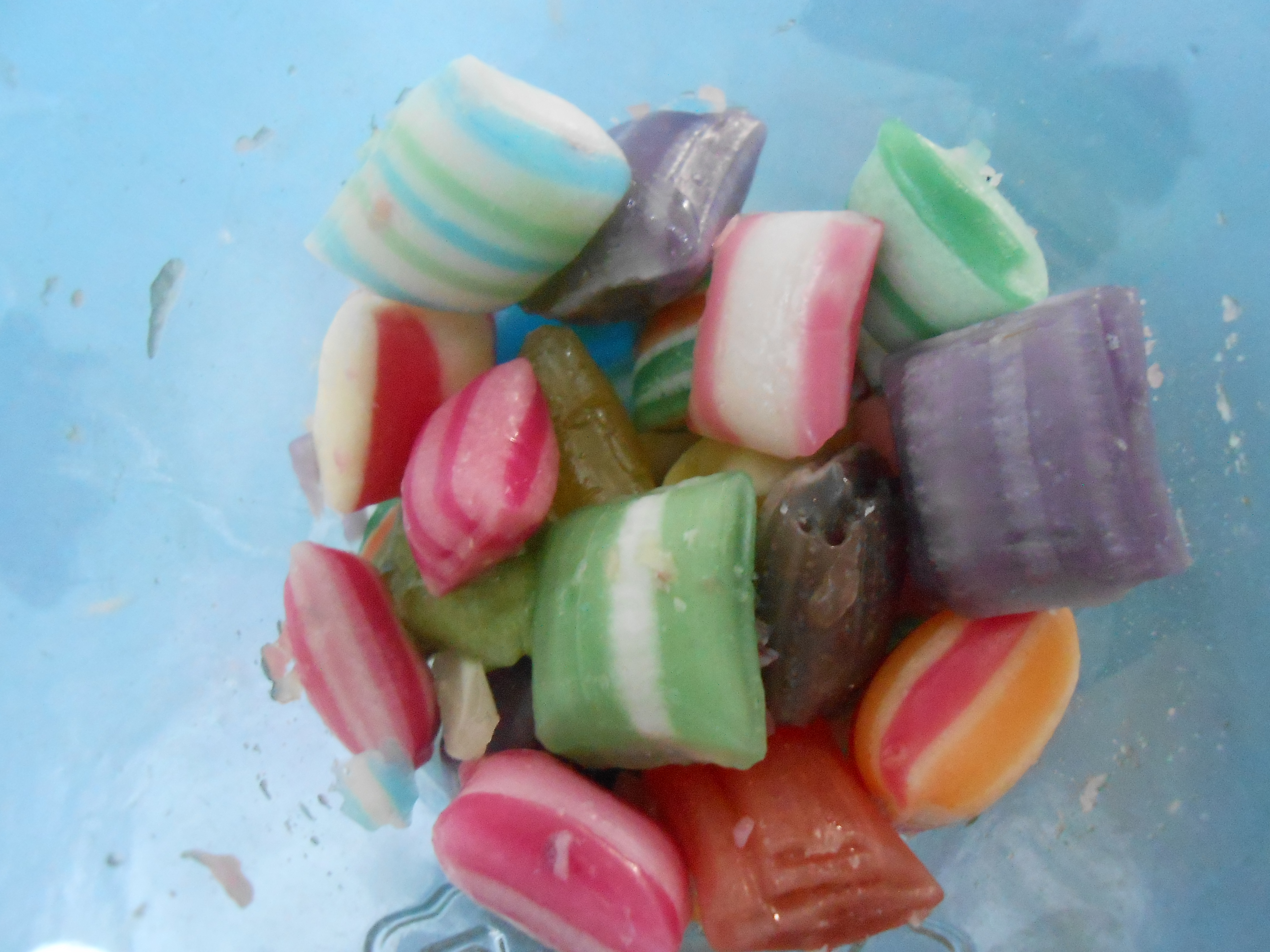
Bonbons de Brême en juillet 2018.

Une des spécialités de la ville est ses "bonbons", les "bonbons de Brême".

### Prix culturels
(en ordre chronologique)
- La Médaille du Sénat pour l'art et la science, décernée par le Sénat de Brême depuis 1938 et à nouveau depuis 1952.
- Le prix de littérature de la ville de Brême, décerné de 1954 à 1960 par le Sénat et, depuis 1962, lorsque le Sénat a créé la Fondation Rudolf Alexander Schröder. Un prix de parrainage est décerné depuis 1977.
- Le Bremen Art Prize, décerné aux artistes des pays germanophones depuis 1955. Jusqu'en 1983, il s'appelait Böttcherstrasse Art Prize.
- Le prix Villa Ichon Culture et Paix, décerné chaque année depuis 1983 par l'Association des Amis et Mécènes de la Villa Ichon pour un travail ou une activité en tant qu'engagement pour la paix et de haut statut culturel.
- Le prix Hannah Arendt, décerné par la Fondation Heinrich Böll et le Sénat de Brême depuis 1995 aux personnes qui contribuent à la réflexion et à l'action politiques publiques.
- Le prix Kurt Hübner, décerné depuis 1996 par l'Association des amateurs de théâtre de Brême aux membres de l'ensemble du Théâtre de Brême pour une réalisation artistique extraordinaire.
- Le Bremen Music Festival Prize, décerné à des artistes musicaux exceptionnels depuis 1998. En outre, le prix Deutschlandfunk pour les jeunes artistes talentueux, décerné avec Deutschlandfunk.
- Le Bremen Film Prize, décerné par la Fondation Art et Culture de la Sparkasse Bremen depuis 1999 pour de nombreuses années au service du cinéma européen.
- Le prix Heinrich Schmidt Barrien, décerné depuis 2000 par le Bremer Kulturverein Freizeit 2000 et depuis 2007 par l'amicale Dat Huus op'n Bulten à des personnes et des institutions qui ont apporté une contribution particulière à la préservation du bas allemand.
- Le prix du crime de Radio Brême, décerné par Radio Bremen au Festival du crime depuis 2001 pour les auteurs d'œuvres qualitativement exceptionnelles dans la littérature policière.
- Dans le Mall of Fame, nom non officiel d'une zone piétonne de Brême, les empreintes de main de diverses célébrités sont admises depuis 2003.
- Le prix des musiciens de Brême, décerné depuis 2009.

## Jumelages

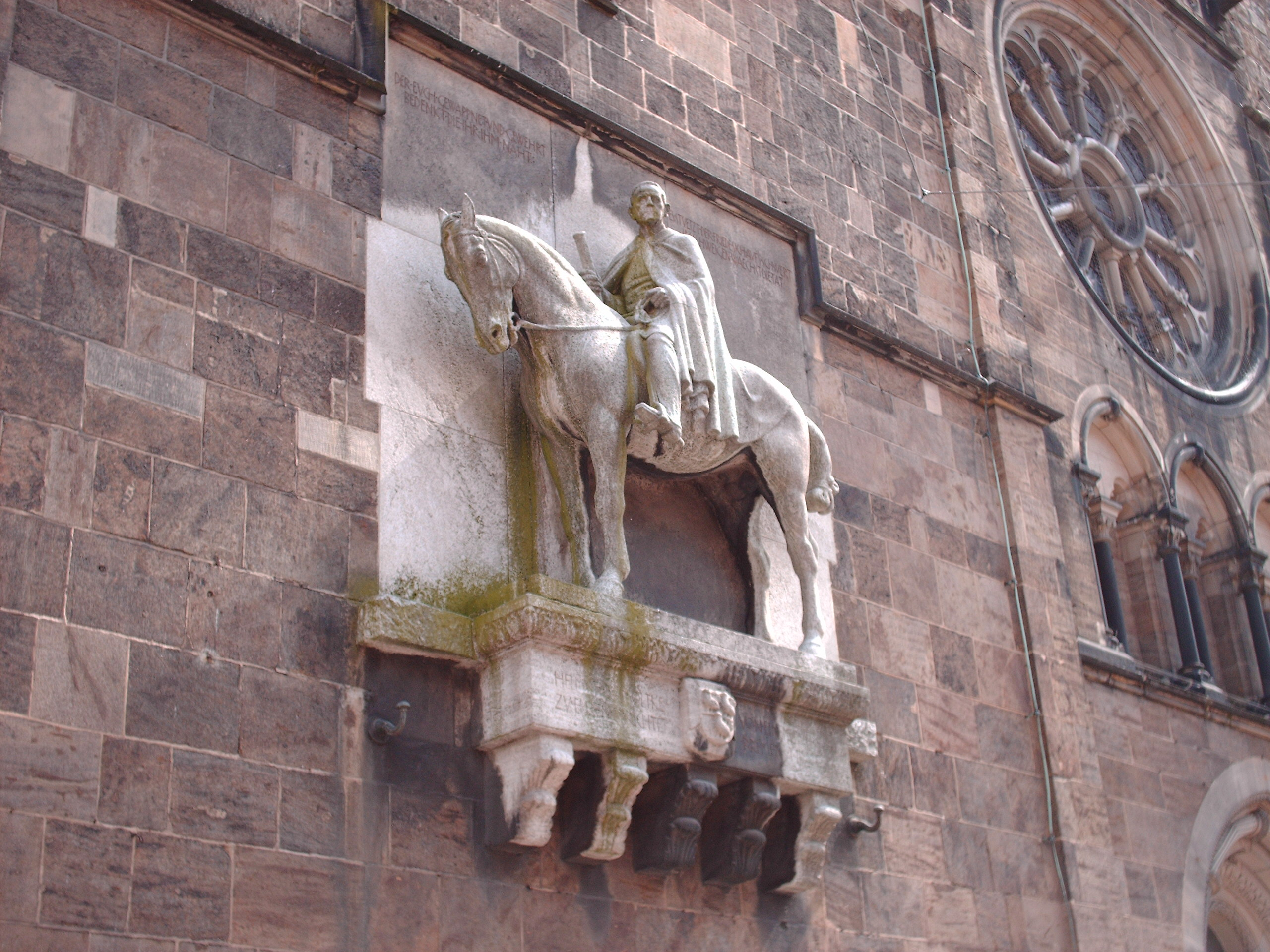
Statue en hommage au général von Moltke sur la façade de la Liebenfrauenkirche.

- Gdansk (Pologne)
- Riga (Lettonie)
- Dalian (Chine)
- Rostock (Allemagne)
- Haïfa (Israël)
- Bratislava (Slovaquie)
- Corinto (Nicaragua)
- Izmir (Turquie)
- Yokohama (Japon)
- Pune (Inde)

## Dicton
- « Hamburg ist das Tor zur Welt, Bremen hat den Schlüssel. » : « Hambourg est la porte sur le monde, Brême détient la clef. » (en référence aux armoiries des deux cités).

## Personnalités liées à Brême
À Brême sont nés :
- Gottfried Reinhold Treviranus (1776-1837), naturaliste ;
- Ludolph Christian Treviranus (1779-1864), naturaliste, frère de Gottfried ;
- Gustav Hartlaub (1814-1900), médecin et zoologiste ;
- Wilhelm Paul Corssen (1820-1875), latiniste et étruscologue ;
- Adolf Lüderitz (1834-1886), commerçant, fondateur de la première ville coloniale allemande du Sud-Ouest africain ;
- Eduard Sonnenburg (1848-1915), médecin et chirurgien ;
- Fritz Overbeck (1869-1909), peintre ;
- Agnes Heineken (1872-1954), pédagogue, femme politique et féministe ;
- Ludwig Roselius (1874-1943, homme d'affaires et mécène ;
- Karl Abraham (1877-1925), médecin et psychanalyste ;
- Ernst Hoppenberg (1878-1937), nageur, double champion olympique en 1900 ;
- Henrich Focke (1890-1979), pionnier de l'aéronautique (Focke-Wulf) ;
- Gertrud Staewen (1894-1987), travailleuse sociale, résistante contre le nazisme;
- Georg Wulf (1895-1927), pionnier de l'aéronautique (Focke-Wulf) ;
- Hermine Berthold (1896-1990), femme politique, députée au Parlement de Brême ;
- Elisabeth Pungs (1896-1945), résistante communiste contre le nazisme
- Alexander Gode (1906-1970), linguiste, traducteur, et principal créateur de la langue construite Interlingua ;
- Käthe Popall (1907-1984), femme politique du Parti communiste, députée au Parlement de Brême et première femme au Sénat de Brême
- Karin Magnussen (1908-1997), eugéniste allemande ;
- Karl Carstens (1914-1992), président fédéral de 1979 à 1984 ;
- Hans Joachim Bremermann (1926-1996), mathématicien et biophysicien ;
- James Last (1929-2015), compositeur et chef d'orchestre ;
- Henning Scherf (1938- ), maire et président du Sénat de Brême entre 1995 et 2005 ;
- Wolfgang Vogel (1940-1996), mathématicien ;
- Günter Meisner (1926-1994), acteur allemand ;
- Dieter Burdenski (1950-2024), footballeur ;
- Jürgen Trittin (1954- ), homme politique, ministre fédéral de l'environnement entre 1998 et 2005 ;
- Sven Regener (1961-), auteur compositeur interprète, écrivain, scénariste
- Julia Fullerton-Batten (1970- ), photographe ;
- Angelique Kerber (1988-), joueuse de tennis ;
- Jana Meyerdierks (1990-), chanteuse de schlager.

Personnalités liées à Brême :
- Adam de Brême (avant 1050-1081/1085), chroniqueur et géographe.
- Heinrich Kipping (v. 1623-1678), philologue et archéologue.
- Adolph Knigge (1752-1796), philosophe, écrivain et compositeur.
- Friedrich Adolf Krummacher (1767-1845), écrivain.
- Charles d'Arberg de Valangin (1776-1814), préfet du département des Bouches-du-Weser à Brême.
- Georg Strube (1869-1932), médecin ayant dirigé et développé l'hôpital de la Croix-Rouge de Brême.
- Friedrich Ebert, (1871-1925), premier président de la république de Weimar.
- Minna Specht, (1879-1961), pédagogue, socialiste et résistante.

- Irmgard Enderle, (1895-1985), femme politique, journaliste, syndicaliste et féministe
- Heinz Linge (1913-1980) l’officier d'ordonnance et le majordome en chef d’Adolf Hitler.
- Hans-Dietrich Genscher (1927-2016), homme politique, membre du FPD, plusieurs fois ministre et vice-chancelier allemand.
- Rudi Carrell (1934-2006), acteur, scénariste et producteur d'origine néerlandaise.
- Klaus Wedemeier (1944- ), homme politique, membre du SPD.
- Martin Heidegger philosophe à propos des Conférences de Brême 1949 et autres conférences et séminaires dans les années 1950
- Johan Micoud (1973- ) footballeur professionnel français
- Finn Lemke (1992- ), handballeur.
- Julian Brandt (1996- ), footballeur professionnel.